# Lake Arthur (Nou Mèxic)
Lake Arthur és una població dels Estats Units a l'estat de Nou Mèxic. Segons el cens del 2000 tenia 432 habitants.

## Demografia
Segons el cens del 2000, Lake Arthur tenia 432 habitants, 134 habitatges, i 107 famílies. La densitat de població era de 303,3 habitants per km².
Dels 134 habitatges en un 47% hi vivien nens de menys de 18 anys, en un 56,7% hi vivien parelles casades, en un 17,2% dones solteres, i en un 20,1% no eren unitats familiars. En el 17,9% dels habitatges hi vivien persones soles el 8,2% de les quals corresponia a persones de 65 anys o més que vivien soles. El nombre mitjà de persones vivint en cada habitatge era de 3,22 i el nombre mitjà de persones que vivien en cada família era de 3,62.
Per edats la població es repartia de la següent manera: un 38,4% tenia menys de 18 anys, un 8,3% entre 18 i 24, un 28% entre 25 i 44, un 14,6% de 45 a 60 i un 10,6% 65 anys o més.
L'edat mediana era de 29 anys. Per cada 100 dones de 18 o més anys hi havia 103,1 homes.
La renda mediana per habitatge era de 22.386 $ i la renda mediana per família de 22.679 $. Els homes tenien una renda mediana de 26.875 $ mentre que les dones 15.179 $. La renda per capita de la població era de 8.497 $. Aproximadament el 24,7% de les famílies i el 24,6% de la població estaven per davall del llindar de pobresa.

## Poblacions més properes
El següent diagrama mostra les poblacions més properes.